# Koktebel Jazz Party
Koktebel Jazz Party — ежегодный международный джазовый фестиваль, который проходил в Крыму до 2014 года под названием Джаз Коктебель. Позже, в связи с аннексией Крыма Россией, фестиваль переехал на материковую часть Украины, а в Крыму проводится так называемый Koktebel Jazz Festival, финансированием и организацией которого занялся телеведущий и автор новостной информационной программы Вести недели на телеканале Россия Дмитрий Киселёв.

## История
Фестиваль возник как частная инициатива основателя и «родоначальника коктебельского джаза» журналиста Дмитрия Киселёва. Маленький крымский поселок дал имя фестивалю, занявшему признанное место в списке джазовых мероприятий. Фестиваль превратил Коктебель в «джазовую Мекку», став крупнейшей открытой джазовой площадкой на юге страны.
В разные годы международный джазовый фестиваль Koktebel Jazz Party проходил с участием коллективов из разных регионов России, а также джаз-бэндов из Бразилии, США, Израиля, Великобритании, Индии, Армении, Германии, Бельгии и Нидерландов, но в то же время есть трудности с привлечением иностранных гостей.
С 2014 года средства, полученные от продажи билетов, организаторы Koktebel Jazz Party направляют на социальные нужды Крыма. Например, выручка с продажи билетов фестиваля в 2015 году была перечислена местной школе поселка Коктебель.
В 2016 году фестиваль прошел с 26 по 28 августа на двух сценах — Главной, расположенной на берегу моря, и Волошинской, расположенной в доме-музее известного русского поэта Максимилиана Волошина.

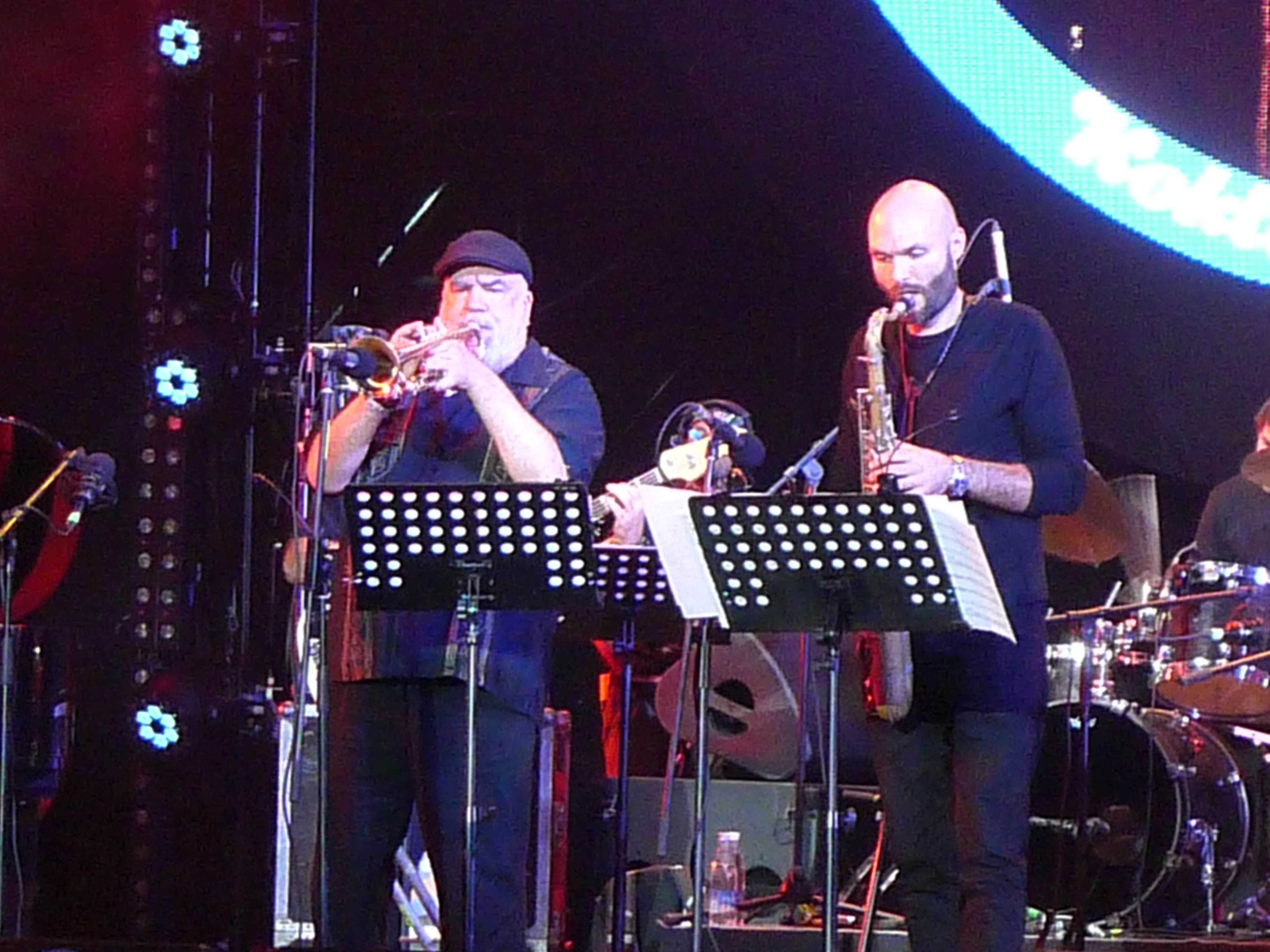
Рэнди Брекер и Сергей Головня на Koktebel Jazz Party, 23.08.2019

За три дня на площадках Koktebel Jazz Party выступили 14 коллективов из более чем 15 стран мира. В числе участников фестиваля: Биг-Бенд Тульской филармонии под управлением известного московского джазового саксофониста, арт-директора фестиваля Сергея Головни, интернациональный ансамбль Якова Окуня (Испания, Бельгия, Германия, Франция, Россия), джазовый квартета Li Xiaochuan (Китай), Ростовский диксиленд (Россия), проект Tribute to Benny Goodman (Финляндия и Россия) и интернациональный коллектив East — West Connection. Музыканты исполнили более 150 композиций. По оценкам организаторов, фестиваль посетило более 12 тысяч зрителей.